# 完全集合
位相空間論において、位相空間の部分集合が完全（かんぜん、英: perfect）であるとは、それが閉集合であって孤立点を持たないことである。同値なことであるが、{\displaystyle S} が完全であるとは、{\displaystyle S=S'} が成り立つことである。ここで {\displaystyle S'} は {\displaystyle S} の極限点全体の集合であり、つまり {\displaystyle S} の導集合として知られているものである。
完全集合では、それに属する全ての点がその集合の他の点によって十分に近似できるものになっている: 与えられた {\displaystyle S} の点とその近傍について、その近傍内に {\displaystyle S} の別の点が存在する。さらにいうと、{\displaystyle S} の点で近似できる点は全て {\displaystyle S} に属している。
用語に関する注意がいくつかある。perfect space という言葉もあり、これは Gδ空間を指す言葉であり、完全集合には関係ない。また、集合が perfect set property を持つことは、それが完全集合であることとは異なる。

## 例
実数直線 {\displaystyle \mathbb {R} } の完全部分集合の例としては、空集合、全ての閉区間、実数直線それ自体、カントール集合などがある。特に、最後の例は、完全不連結でもある。
集合が完全か否か (そして閉か否か) は周りの空間に依存する。例えば、集合 {\displaystyle S=[0,1]\cap \mathbb {Q} } は空間 {\displaystyle \mathbb {Q} } の部分集合としては完全であるが、空間 {\displaystyle \mathbb {R} } の部分集合としては完全ではない。

## 他の位相的性質との関連
全ての位相空間は一意的に完全集合と分散集合の非交和で表せる。
カントールは実数直線の全ての閉部分集合が一意的に完全集合と可算集合の非交和で表せることを証明した。このことはもっと一般的に、ポーランド空間の閉部分集合でも成り立つ。このことはカントール-ベンディクソンの定理として知られている。
カントールは実数直線の空でない完全集合の濃度は全て連続体濃度 {\displaystyle 2^{\aleph _{0}}} であることも示している。これらの結果は記述集合論において以下のような発展をしている:
- X が孤立点を持たない完備距離空間であるとき、カントール空間 2ω は X に連続に埋め込める。よって、X の濃度は最小でも {\displaystyle 2^{\aleph _{0}}} である。X が 可分で孤立点を持たない完備距離空間である場合は、X の濃度はちょうど {\displaystyle 2^{\aleph _{0}}} である。
- X が孤立点を持たない局所コンパクトハウスドルフ空間であるとき、カントール空間から X への単射 (連続とは限らない) が存在する。よって、X の濃度は最小でも {\displaystyle 2^{\aleph _{0}}} である。